# Venus Rising
Venus Rising è un film statunitense del 1995, diretto da Leora Barish ed Edgar Michael Bravo. Jessica Alba interpreta la parte della protagonista da giovane.